# Letschin

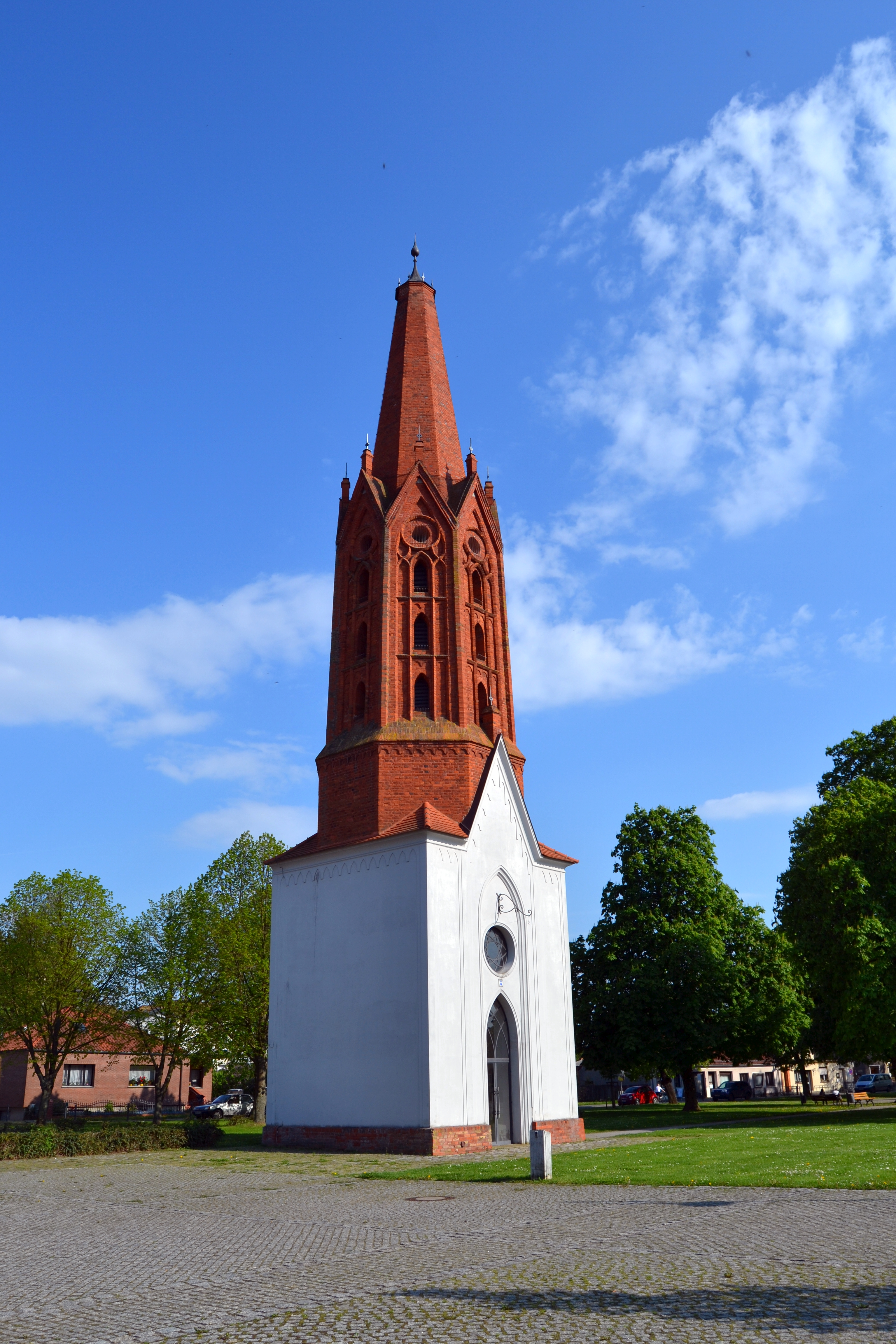
Turm der evangelischen Kirche in Letschin

Letschin ist eine amtsfreie Gemeinde im Landkreis Märkisch-Oderland in Brandenburg.

## Geografie
Die Gemeinde Letschin liegt im Oderbruch und grenzt im Nordwesten und Norden an das Amt Barnim-Oderbruch, im Osten an den polnischen Landkreis Myślibórz, im Südosten und Süden an das Amt Golzow und die amtsfreie Stadt Seelow, im Südwesten und Westen an das Amt Seelow-Land.

## Gemeindegliederung
Die Gemeinde Letschin gliedert sich nach ihrer Hauptsatzung in zehn Ortsteile:
| - Gieshof-Zelliner Loose - Groß Neuendorf - Kiehnwerder mit den bewohnten Gemeindeteilen Kiehnwerder und Neu Rosenthal - Kienitz mit den bewohnten Gemeindeteilen Kienitz und Kienitz/Nord - Letschin, mit den bewohnten Gemeindeteilen Forstacker, Letschin, Solikante und Wilhelmsaue - Neubarnim | - Ortwig mit den bewohnten Gemeindeteilen Ortwig und Ortwig Graben - Sietzing mit den bewohnten Gemeindeteilen Klein Neuendorf, Posedin und Sietzing - Sophienthal mit den bewohnten Gemeindeteilen Sophienthal, Sydowswiese und Rehfeld - Steintoch mit den bewohnten Gemeindeteilen Steintoch, Voßberg und Wollup |

Dazu kommen die Wohnplätze Ausbau, Basta, Bieruthof, Busch, Drei Kronen, Fuchsberge, Fuchsberge Ausbau, Gieshof, Graben, Groß Neuendorfer Loose, Kienitzer Loose, Kruschke, Letschiner Loose, Louisenhof, Neubarnimer Ausbau, Ortwiger Loose, Prenkeberg, Spadille, Vorwerk Mehrin, Wilhelmsauer Loose und Zelliner Loose.

## Geschichte

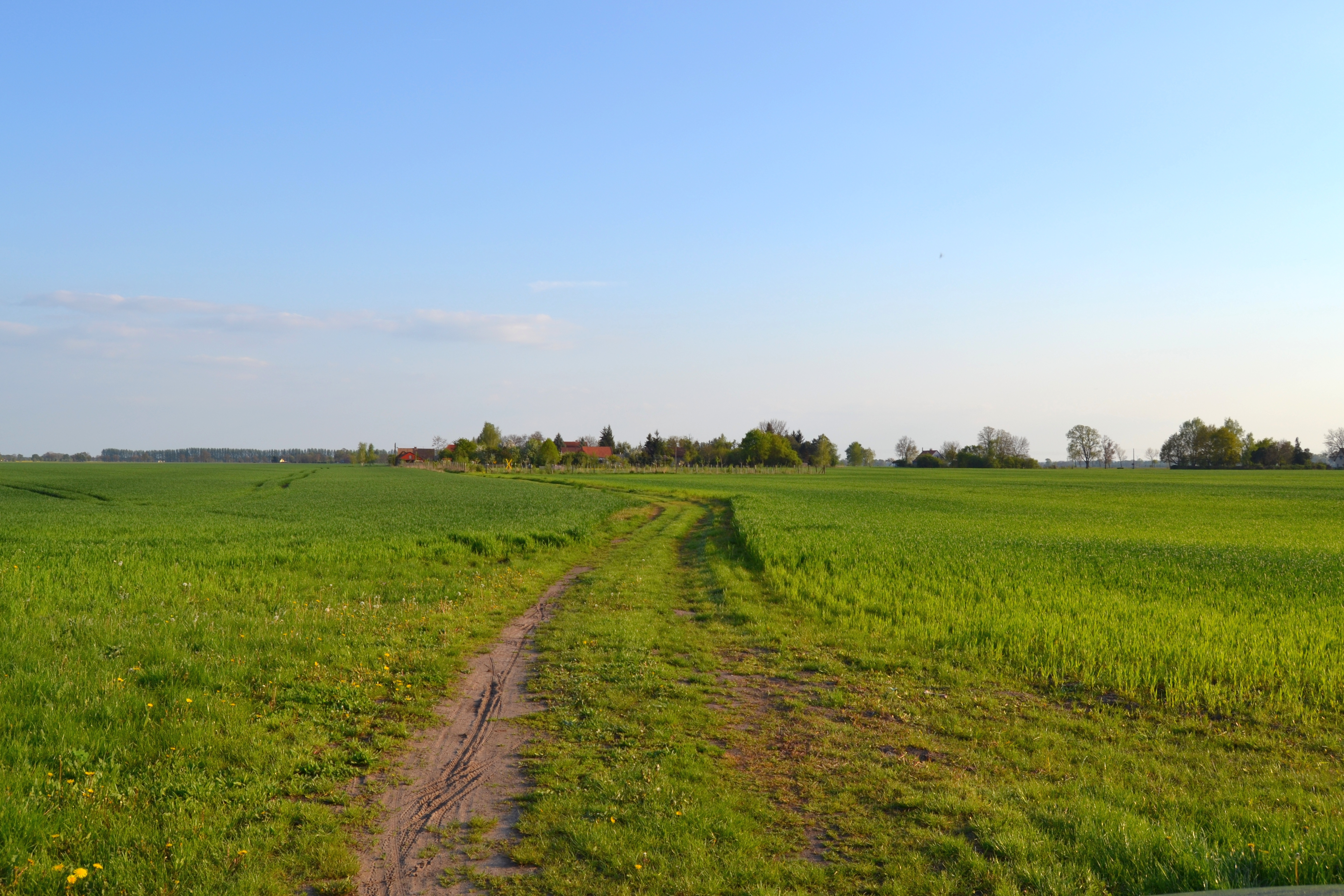
Blick auf das ehemalige Spinnerdorf Rehfeld, heute zu Sophienthal

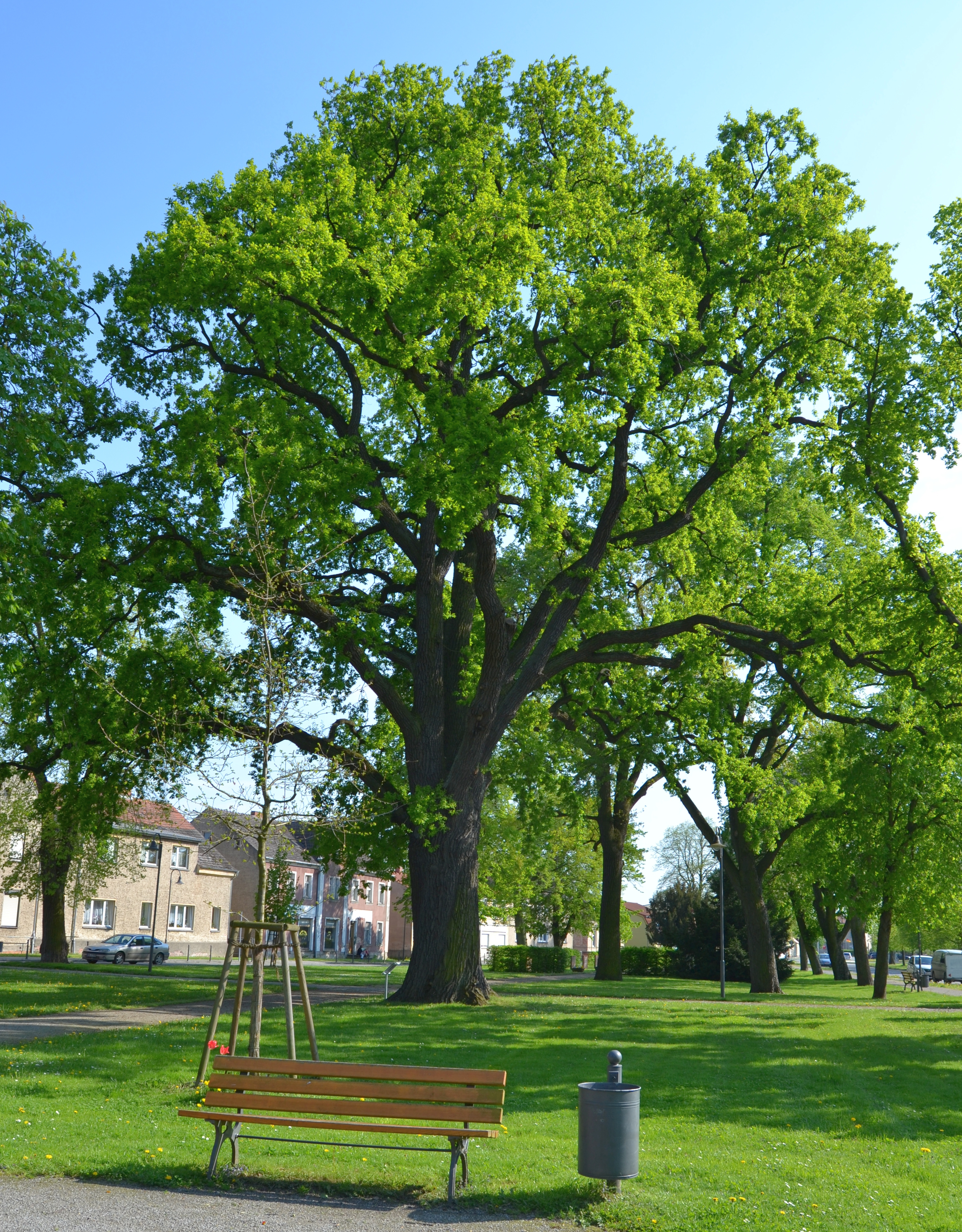
Gedächtnis- und Friedenseiche, 1814 zur Erinnerung an die Opfer Letschins in den Befreiungskriegen gepflanzt

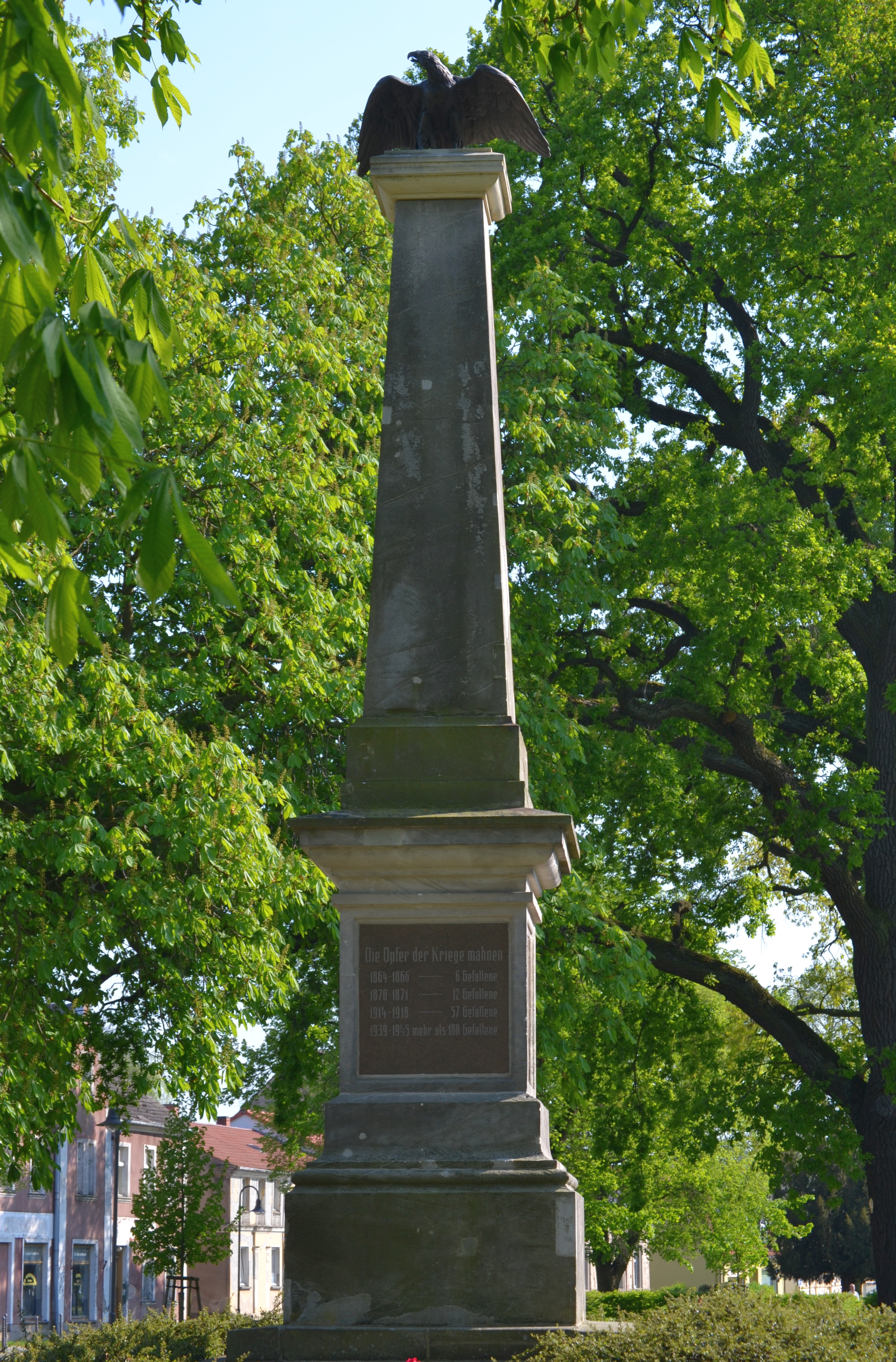
Denkmal für die Letschiner Kriegsopfer

Der Ort Letschin wurde 1336 erstmals urkundlich erwähnt.
Als ursprünglich rein landwirtschaftlich geprägtes Dorf, das mit Frondiensten, Kriegen und Überschwemmungen zu kämpfen hatte, entwickelte sich Letschin zu einer Gemeinde von überörtlicher Bedeutung. Händler und Handwerker siedelten sich an. Johann Gottlieb Koppe führte ab etwa 1830 den Anbau von Zuckerrüben ein und errichtete eine Zuckerfabrik. Somit hatten die Bauern ein stabiles Einkommen, was sich positiv auf Letschin auswirkte. Es wurden Chausseen gebaut und Bahnlinien nach Wriezen (Bahnstrecke Fürstenwalde–Wriezen), Seelow, Frankfurt (Oder) sowie Eberswalde (Bahnstrecke Eberswalde–Frankfurt (Oder)) eröffnet.
Letschin erhielt 1863 die Marktgerechtigkeit und erhielt kleinstädtischen Charakter mit Geschäften, Gaststätten, Hotels, Festsälen, Schulen und einer Druckerei.
1905 errichtete die Gemeinde für König Friedrich II. von Preußen als Dank für die von ihm veranlasste Trockenlegung des Oderbruchs ein Denkmal nach einem Entwurf von Hans Weddo von Glümer. Nach dem Zweiten Weltkrieg wurde das Standbild von Bewohnern Letschins vor dem Einschmelzen gerettet und eingelagert. 1990 wurde es wieder aufgestellt.
Da der Ort im Zweiten Weltkrieg bei der Schlacht um Berlin in der Hauptkampflinie lag, wurde er im April 1945 stark zerstört. Wohngebäude, Betriebe und Geschäfte sowie das Schiff der evangelischen Kirche fielen den Kampfhandlungen zum Opfer.
Während Letschin Teil des Landkreises Lebus war, gehörte der heutige Ortsteil Zelliner Loose bis 1945 zur Neumark, die seitdem weitestgehend zu Polen gehört.
Letschin gehörte seit 1816 zum Landkreis Lebus in der Provinz Brandenburg und ab 1952 zum Kreis Seelow (bis 1990 im DDR-Bezirk Frankfurt (Oder), 1990–1993 im Land Brandenburg). Seit der Kreisreform 1993 liegt die Stadt im Landkreis Märkisch-Oderland.
Die heutige Gemeinde entstand 2003 durch den Zusammenschluss von elf ehemals selbstständigen Gemeinden, die sich bereits vorher zum Amt Letschin zusammengeschlossen hatten.
Eingemeindungen
Die Gemeinden Solikante und Wilhelmsaue wurden am 1. Februar 1974 eingegliedert. Sophienthal und Steintoch gehören seit dem 31. Dezember 1997 zur Gemeinde Letschin. Am 26. Oktober 2003 folgten die Gemeinden des ehemaligen Amtes Letschin Gieshof-Zelliner Loose, Groß Neuendorf, Kiehnwerder, Kienitz, Neubarnim, Ortwig und Sietzing.

## Bevölkerungsentwicklung
| Jahr | Einwohner |
| ---- | --------- |
| 1875 | 3.555     |
| 1890 | 3.140     |
| 1910 | 3.180     |
| 1925 | 3.185     |
| 1933 | 3.249     |
| 1939 | 3.023     |

| Jahr | Einwohner |
| ---- | --------- |
| 1946 | 2.876     |
| 1950 | 3.460     |
| 1964 | 2.771     |
| 1971 | 2.657     |
| 1981 | 2.432     |
| 1985 | 2.407     |

| Jahr | Einwohner |
| ---- | --------- |
| 1990 | 2.450     |
| 1995 | 2.287     |
| 2000 | 3.042     |
| 2005 | 4.785     |
| 2010 | 4.329     |
| 2015 | 4.035     |

| Jahr | Einwohner |
| ---- | --------- |
| 2020 | 3.978     |
| 2021 | 3.983     |
| 2022 | 3.848     |
| 2023 | 3.799     |
| 2024 | 3.735     |

Gebietsstand des jeweiligen Jahres, Einwohnerzahl: Stand 31. Dezember (ab 1991),, ab 2011 auf Basis des Zensus 2011, ab 2022 auf Basis des Zensus 2022

## Politik

### Gemeindevertretung
Die Gemeindevertretung von Letschin besteht entsprechend der Einwohnerzahl der Gemeinde aus 16 Gemeindevertretern und dem hauptamtlichen Bürgermeister. Die Kommunalwahl am 9. Juni 2024 führte bei einer Wahlbeteiligung von 68,0 % zu folgendem Ergebnis:
| Partei / Wählergruppe             | Stimmenanteil 2019 | Sitze 2019 |        | Stimmenanteil 2024 | Sitze 2024 |
| --------------------------------- | ------------------ | ---------- | ------ | ------------------ | ---------- |
| Freie Wählergemeinschaft Letschin | 42,0 %             | 7          | 24,7 % | 4                  |            |
| AfD                               | –                  | –          | 18,8 % | 2                  |            |
| Wir im Oderbruch                  | 15,7 %             | 2          | 15,8 % | 3                  |            |
| SPD                               | 23,3 %             | 4          | 13,7 % | 2                  |            |
| CDU                               | 10,4 %             | 2          | 12,6 % | 2                  |            |
| Zukunft Letschin                  | –                  | –          | 07,9 % | 1                  |            |
| Die Linke                         | 08,5 %             | 1          | 04,7 % | 1                  |            |
| Bündnis 90/Die Grünen             | –                  | –          | 01,9 % | –                  |            |
| Insgesamt                         | 100 %              | 16         | 100 %  | 15                 |            |

Bei der Wahl 2024 entfielen auf die AfD drei Sitze, von denen einer unbesetzt bleibt, weil die Partei nur zwei Kandidaten nominiert hatte.

### Bürgermeister
- 2003–2005: Jutta Lieske (SPD)
- seit 2005:00 Michael Böttcher (Freie Wählergemeinschaft Letschin)

Böttcher wurde am 13. Februar 2005 erstmals zum Bürgermeister der Gemeinde Letschin gewählt. In der Bürgermeisterwahl am 17. Januar 2021 wurde er ohne Gegenkandidat mit 90,8 % der gültigen Stimmen in seinem Amt bestätigt. Seine Amtszeit beträgt acht Jahre.

### Wappen
| Wappen von Letschin | Blasonierung: „In Silber auf grünem Boden ein grüner, von einer goldenen Schlange umwundener Eichenstumpf mit beiderseits drei Blättern; darauf ein goldbewehrter roter Hahn mit erhobenem rechten Fuß.“ |
| Wappen von Letschin | Das Wappen wurde am 4. Juni 1998 durch das Ministerium des Innern genehmigt. |

### Flagge
„Die Flagge ist Weiß - Grün - Weiß (1:2:1) gestreift und mittig mit dem Gemeindewappen belegt.“

### Dienstsiegel
Das Dienstsiegel zeigt das Wappen der Gemeinde mit der Umschrift GEMEINDE LETSCHIN • LANDKREIS MÄRKISCH-ODERLAND.

## Sehenswürdigkeiten und Kultur

### Bauwerke
Siehe auch: Liste der Baudenkmale in Letschin

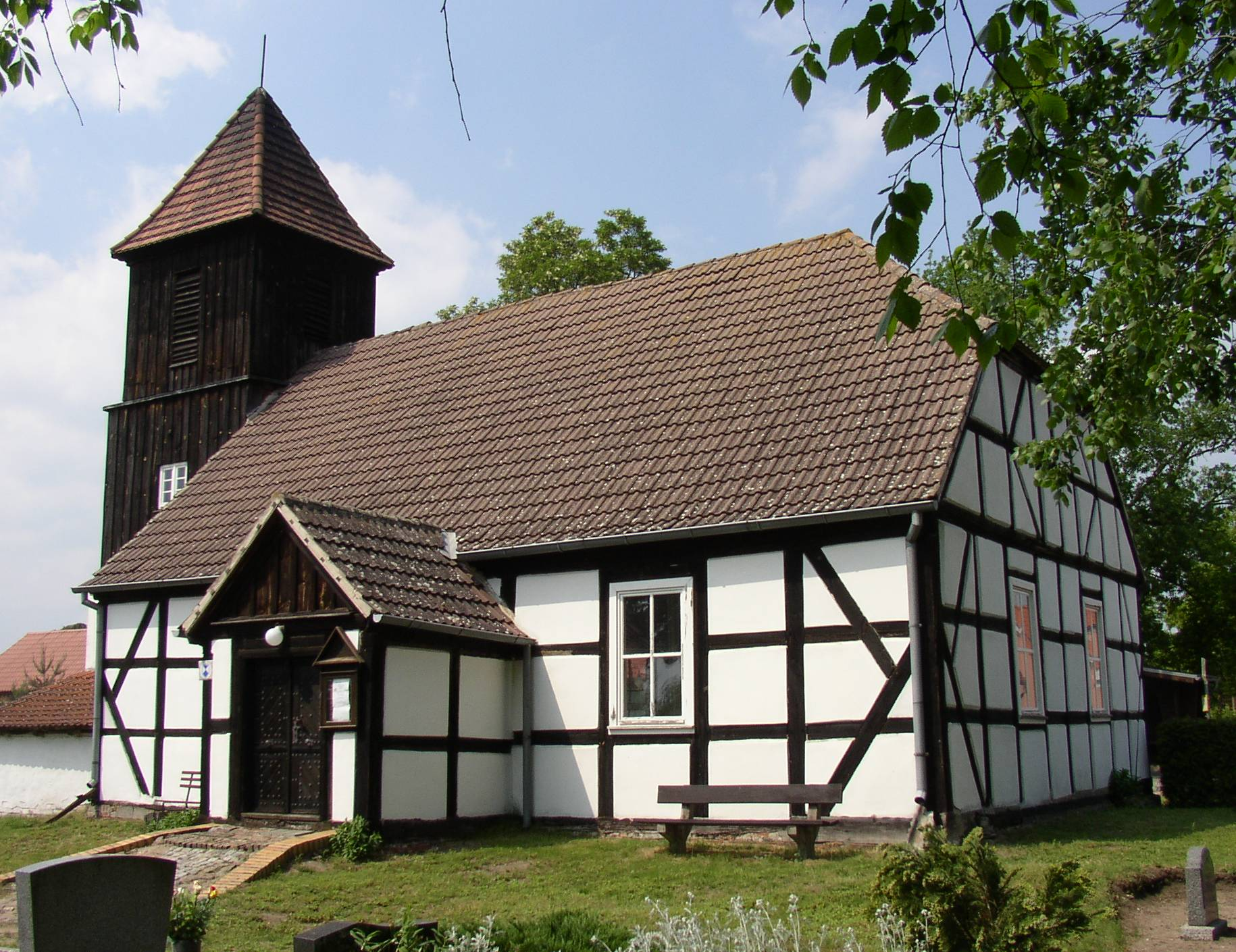
Fachwerkkirche in Sietzing

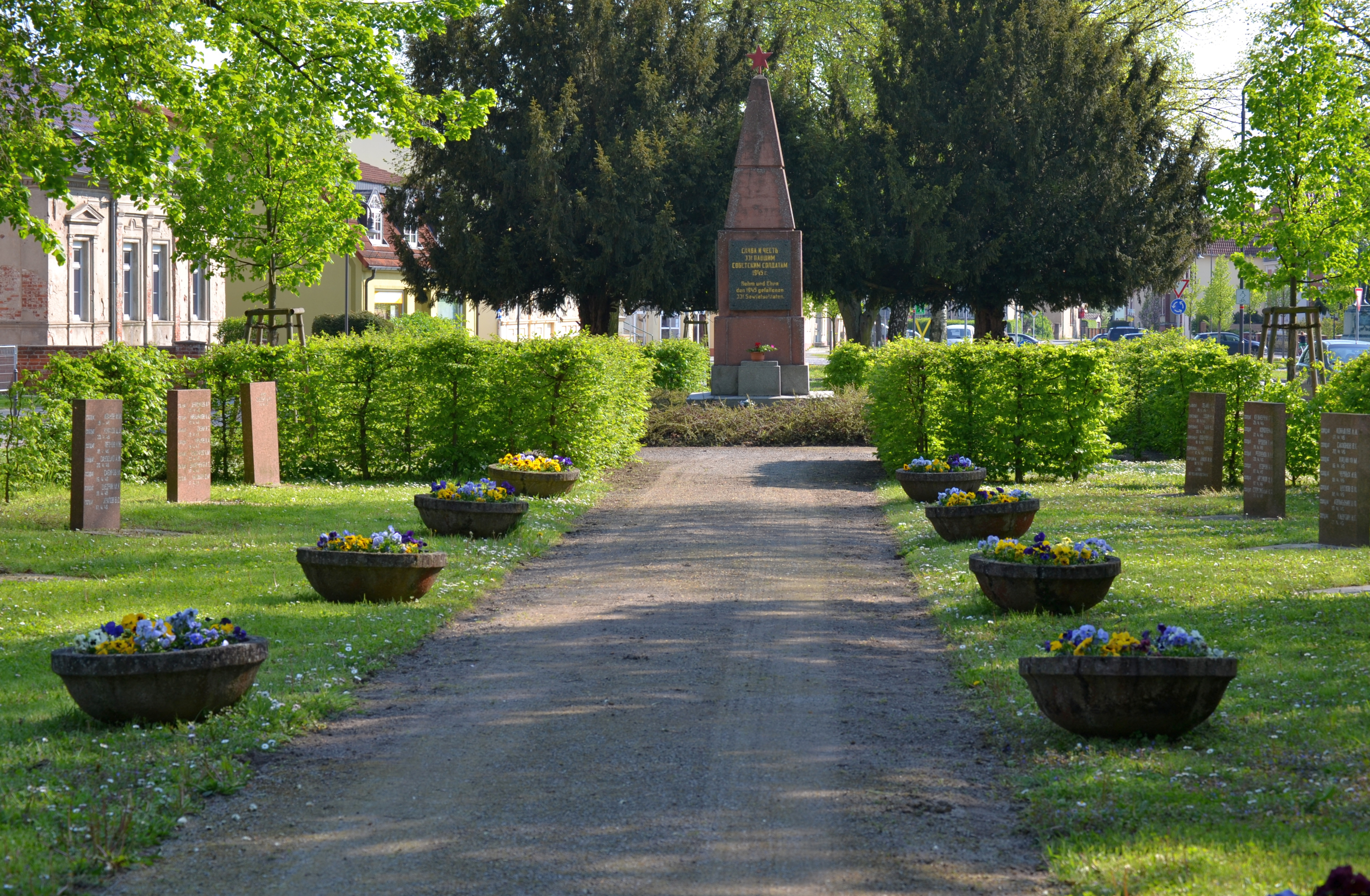
Sowjetisches Ehrenmal auf dem ehemaligen Dorfanger von Letschin

- Evangelische Kirche, 1812 erbaut, sie bestimmt das Ortsbild von Letschin. Infolge der bis 1815 währenden Napoleonischen Kriege konnte sie zunächst nur ohne Turm ausgeführt werden. 1815 wurde Karl Friedrich Schinkel beauftragt, einen Turm zu entwerfen, der 1818/1819 nach seinen Plänen errichtet wurde.[19] Die Kirche sowie viele Bauten des Letschiner Baumeisters Carl Schüler wurde im Zweiten Weltkrieg zerstört. Die Ruine des Kirchenschiffs wurde 1972/1973 abgerissen.[19] Der unter Denkmalschutz stehende, 37 Meter hohe schinkelsche Kirchturm wurde 2002/2003 restauriert.
- Fachwerkkirche im Ortsteil Sophienthal, 1945 zerstört. Mit Spendenmitteln und der Hilfe örtlicher Handwerker wurde eine neue Kirche nach dem Original-Vorbild erbaut. Diese mutet mit ihren Fachwerkmauern aus rotleuchtendem Backstein wie eine Kleinausgabe der Kirche in Dippmannsdorf an. Der erste Gottesdienst fand am 28. Mai 2006 statt, nachdem Bischof Wolfgang Huber die Kirche eingeweiht hatte.
- Apotheke, die die Eltern von Theodor Fontane in Letschin betrieben

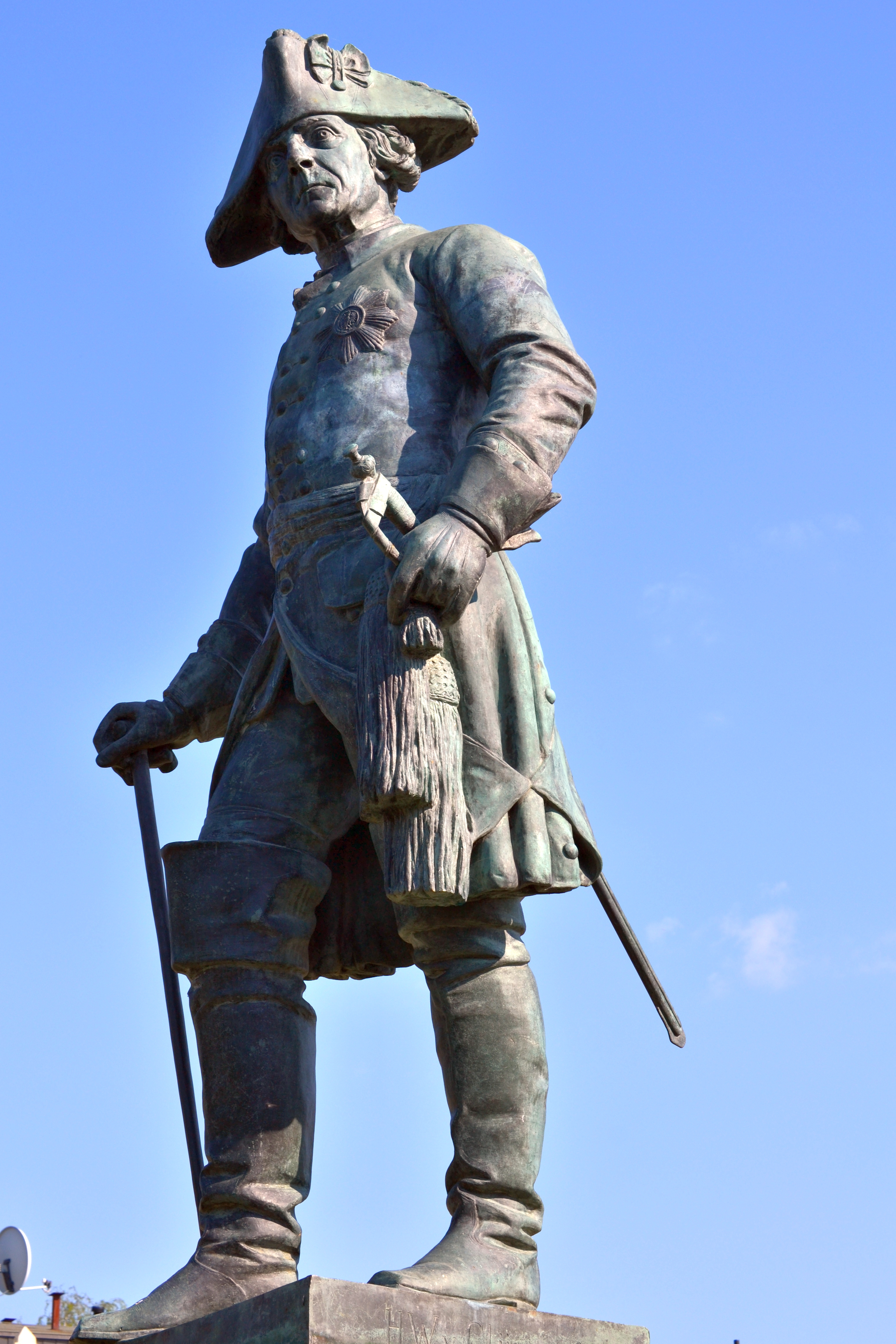
Denkmal für Friedrich den Großen

- Denkmal für Friedrich den Großen von Hans Weddo von Glümer aus dem Jahr 1905

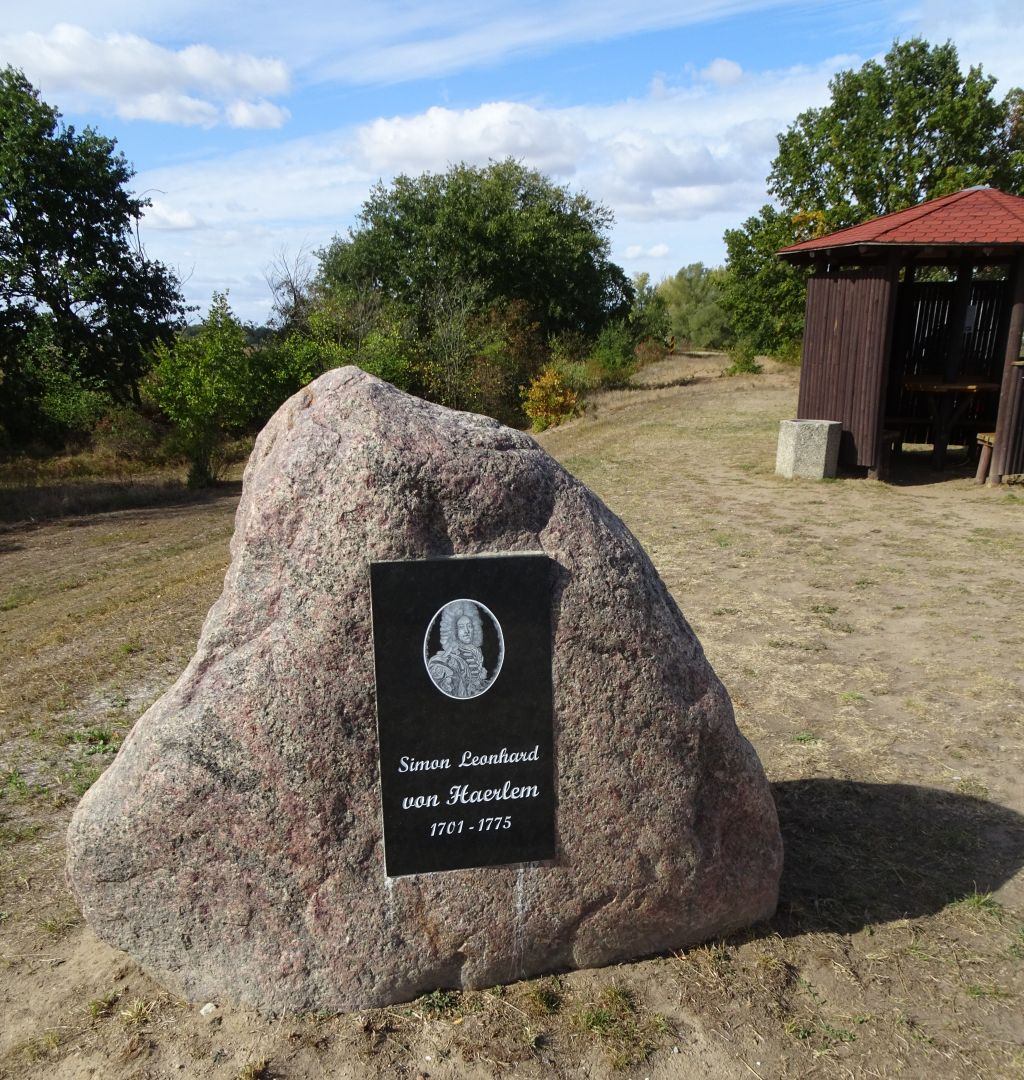
Gedenkstein am Von Haerlem-Blick

- Gedenkstein für den Oberdeichinspektor von Haerlem am Von Haerlem-Blick auf dem Oderdeich bei Sophienthal
- Denkmal für die Letschiner Opfer der deutschen Einigungskriege, später umgewidmet zum Denkmal für die Opfer aller Kriege von den deutschen Einigungskriegen bis zum Zweiten Weltkrieg
- Jüdischer Friedhof Groß Neuendorf
- Alte Schule in Letschin, heute findet man dort Büros und das Coworking Oderbruch

### Ausstellungen und Museen
- Alte Schmiede Groß Neuendorf
- Letschiner Heimatstuben Haus Birkenweg
- Eisenbahnmuseum am Bahnhof Letschin (Signaltechnik, Modellbahnen, historische Landmaschinen)

## Verkehr
Letschin liegt an der Landesstraße L 33 zwischen Wriezen und Gorgast.
Der Bahnhof Letschin liegt an der Bahnstrecke Eberswalde–Frankfurt (Oder), auf der die von der Niederbarnimer Eisenbahn betriebene Regionalbahnlinie RB 60 Eberswalde–Frankfurt (Oder) seit 2024 stündlich verkehrt. Davor gab es lediglich einen Zwei-Stunden-Takt (Kursbuch-Nr. 209.60).

## Persönlichkeiten

### Ehrenbürger
- 4. Juli 2017: Helmut Schraube (* 1937), Feuerwehrmann[20]
- 15. März 2013: Lothar Böttcher (* 1941), Lehrer
- 16. Juni 2011: Ruth Schwetschke (1927–2021)
- 16. Juni 2011: Günther Fetting (1941–2015), Lehrer, Bürgermeister
- 26. April 2024: Norbert Kaul (* 1944), Tierarzt

### Söhne und Töchter der Gemeinde
- Gustav Haake (1838–1905), Reichstagsabgeordneter (Deutsche Reichspartei)
- Paul Hinze (1906–1945), Widerstandskämpfer
- Helmut Jachnow (* 1939), Slawist, in Kienitz geboren
- Monika Herz (* 1951), Schlagersängerin

### Mit Letschin verbundene Persönlichkeiten
- Louis Henry Fontane (1796–1867), ab 1838 Apotheker in Letschin, Vater Theodor Fontanes[21]
- Theodor Fontane (1819–1898), Schriftsteller, hielt sich oft bei seiner Familie in Letschin auf, wo er auch Teile seiner Apothekerausbildung absolvierte; seine mehrfach verfilmte Kriminalnovelle Unterm Birnbaum handelt in Letschin[21]
- Erna Roder (1916–2007), Malerin, lebte im Ortsteil Kienitz, starb in Letschin
- Helmut Krüger (1926–2022), Kirchenmusiker, wirkte an den Kirchen von Groß Neuendorf, Kienitz und Ortwig. Seine dort gesammelten Erfahrungen veröffentlichte er 1967 in dem Buch Kleiner Chor – ganz groß.
- Hermann Klenner (* 1926), Jurist, Hochschulprofessor, Ende der 1950er Jahre Bürgermeister von Letschin
- Christiane Wartenberg (* 1948), bildende Künstlerin, lebt im Ortsteil Ortwig
- Harald K. Schulze (* 1952), Maler und Grafiker
- Peter Käks (1950–2024), Gewichtheber, lebte in Letschin